# Milan Stojadinović
Milan Stojadinović (Čačak, 1888. augusztus 4. – Buenos Aires, 1961. október 26.) szerb nemzetiségű közgazdász, politikus, többször is pénzügyminiszter, jugoszláv miniszterelnök.

## Életrajz
Közép-Szerbiában, Čačak városában született, az iskoláit Užicében és Kragujevácban végezte. A belgrádi egyetem jogi karán végzett 1910-ben, 1911-ben közgazdasági doktorátust szerzett. Ezt követően 3 évet posztgraduális képzéssel töltött Németországban, Angliában és Franciaországban, majd 1914-ben a Pénzügyminisztériumban helyezkedett el. A Jugoszláv Királyság pénzügyminisztere volt 1922–1924, 1924–1926 és 1934–1935 között. A Nemzeti Radikális Párt tagjaként többször volt parlamenti képviselő 1923 és 1927 között.
1935-ben új pártot alapított Szerb Radikális Párt néven, mely néhány más párttal együtt koalíciót alkotva – Jugoszláv Radikális Unió néven – megnyerte a választásokat. 1935. június 24-én megválasztották miniszterelnöknek és külügyminiszternek. Egy sikertelen gyilkossági kísérletet követett el egy macedón iskolai tanár, Damjan Arnautović (5 golyót lőtt ki, de egy sem találta el).
Stojadinović felismerte a fasiszta Németország és Olaszország, valamint a környező országok irányából érezhető katonai fenyegetéseket. Nézetei szerint a Jugoszláv Királyság csak egy svájci mintára létrejövő semleges státusz esetén lett volna fenntartható. Külpolitikájában ezt a célt követte: megnemtámadási szerződést kötött Olaszországgal, később Franciaországgal barátsági szerződést kötött. Megkísérelt konkordátumot kötni a Szentszékkel, ami tiltakozásokat váltott ki a Szerb Orthodox Egyház részéről 1937-ben, és soha nem került ratifikálásra.
1938 végén újraválasztották, bár kisebb többséggel mint előzőleg. Nem sikerült a horvátokkal sem kiegyeznie. Pál régens 1939. február 5-én leváltotta Stojadinovićot a miniszterelnöki tisztségről. A cserét követően a régensherceg intézkedésére Stojadinovićot száműzetésbe küldte a brit fennhatóságú Mauritiusra, ahol fogva tartották a második világháború alatt.
1946-ban Rio de Janeiróba, majd Buenos Airesbe ment, ahol újra találkozott családjával.
Stojadinović elnöki tanácsadóként több kormánynak volt gazdasági és pénzügyi szakértője. Megalapította az El Economista nevű pénzügyi újságot (mely nem azonos az ugyanilyen nevű mexikói újsággal). Élete hátralévő részét Argentínában töltötte.
1963-ban, két évvel halála után az újság kiadott egy megemlékező írást: "NI RAT NI PAKT - JUGOSLAVIJA IZMEDJU DVA RATA".

## Fordítás
- Ez a szócikk részben vagy egészben  a   Milan Stojadinović című angol Wikipédia-szócikk fordításán alapul.  Az eredeti cikk szerkesztőit annak laptörténete sorolja fel. Ez a jelzés csupán a megfogalmazás eredetét és a szerzői jogokat jelzi, nem szolgál a cikkben szereplő információk forrásmegjelöléseként.